# جنگل سانگله

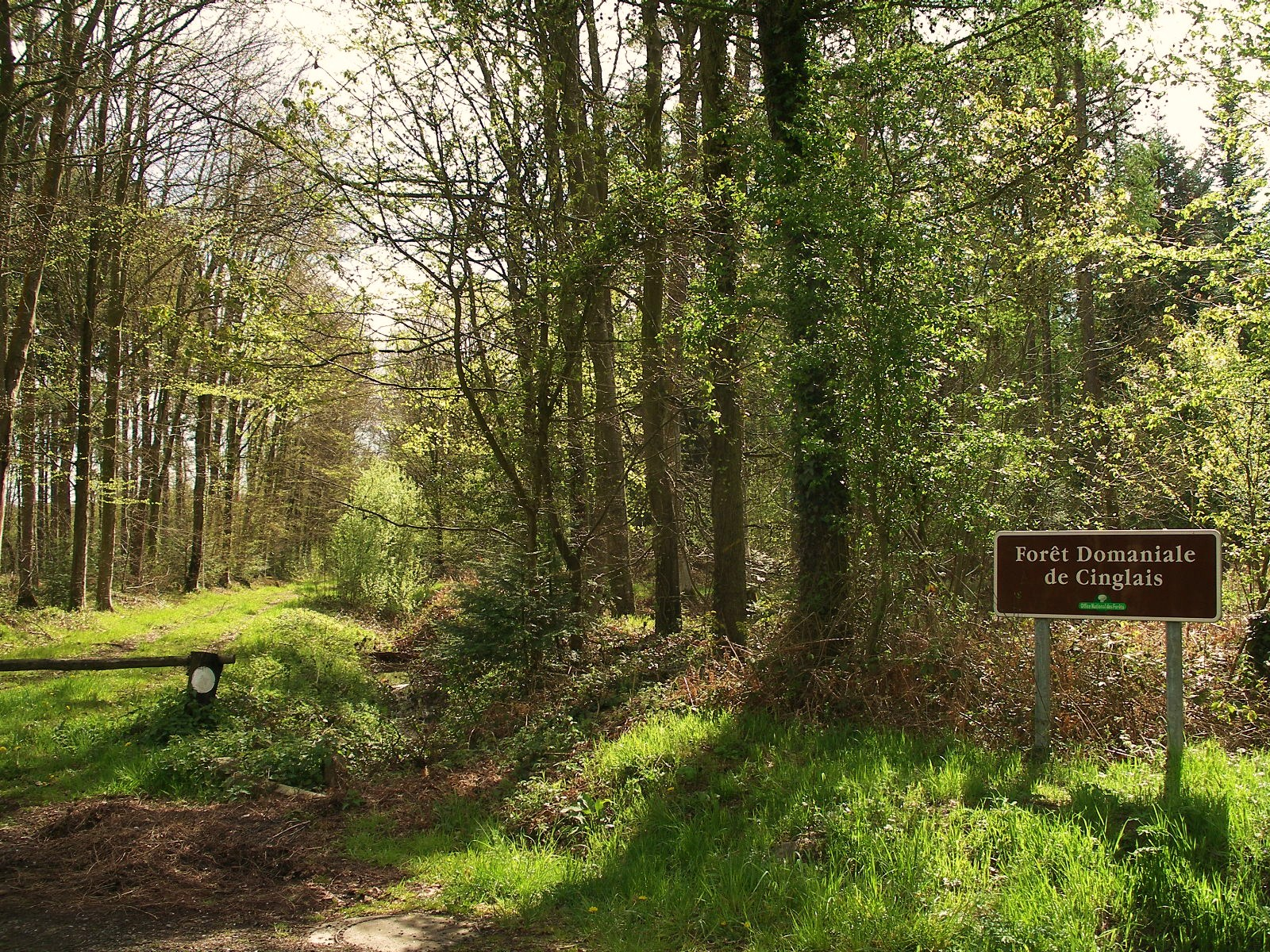
تصویری از جنگل سانگله

جنگل سانگله (به فرانسوی: Forêt de Cinglais) در بخش کالوادوس و سن لوران دو کوندل ایالت نرماندی فرانسه واقع شُده است. منطقه جنگلی سانگله یک منطقه حائز اهمیت برای مطالعات جانورشناسی و گیاهشناسی است.

## اقتصاد
در طول تاریخ از چوب جنگل برای هیزم و ساخت ابزارآلات کشاورزی و صنعتی استفاده می‌شُده است.

## گونه‌های گیاهی و جانوری مشهور
از درختان مشهور جنگل می‌توان به غان، فندقیان و بلوط اشاره کرد از گل‌های وحشی جنگل می‌توان به زنبق دره اشاره کرد. از میان گونه‌های جانوری می‌توان به گراز وحشی، آبیا، گوزن، خرگوش، روباه اشاره کرد بعضی حیوانات نادر جنگل مثل سارگپه اروپایی، دارکوب سیاه، سنقر خاکستری و دم سرخ از گونه‌های نادر جنگل است.

## گردشگری
- عمارت سنت هوبرت
- صومعه نوتردام د بارباری
- کمپ طبیعت نُرماندی مرکز برهنگی است که در شمال روستای فینه لو ویو قرار دارد.